# العلاقات البحرينية البوليفية
العلاقات البحرينية البوليفية هي العلاقات الثنائية التي تجمع بين البحرين وبوليفيا.

## مقارنة بين البلدين
هذه مقارنة عامة ومرجعية للدولتين:
| وجه المقارنة                                              | البحرين       | بوليفيا                                          |
| --------------------------------------------------------- | ------------- | ------------------------------------------------ |
| المساحة (كم2)                                             | 765           | 1.10 مليون                                       |
| عدد السكان (نسمة)                                         | 1.49 مليون    | 11.05 مليون                                      |
| الكثافة السكانية (ن./كم²)                                 | 194.77 ألف    | 10.05                                            |
| العاصمة                                                   | المنامة       | سوكري، لاباز                                     |
| اللغة الرسمية                                             | اللغة العربية | اللغة الإسبانية، اللغة الأيمرية، كتشوا، غوارانية |
| العملة                                                    | دينار بحريني  | بوليفاريو بوليفي                                 |
| الناتج المحلي الإجمالي (بليون دولار)                      | 35.31 مليار   | 37.51 مليار                                      |
| الناتج المحلي الإجمالي (تعادل القوة الشرائية) بليون دولار | 64.16 مليار   | 74.58 مليار                                      |
| الناتج المحلي الإجمالي الاسمي للفرد دولار أمريكي          | 22.60 ألف     | 3.08 ألف                                         |
| الناتج المحلي الإجمالي للفرد دولار أمريكي                 | 45.50 ألف     | 6.63 ألف                                         |
| مؤشر التنمية البشرية                                      | 0.824         | 0.662                                            |
| رمز المكالمات الدولي                                      | +973          | +591                                             |
| رمز الإنترنت                                              | .bh           | .bo                                              |
| المنطقة الزمنية                                           | ت ع م+03:00   | 00                                               |

## منظمات دولية مشتركة
يشترك البلدان في عضوية مجموعة من المنظمات الدولية، منها:
| علم المنظمة | اسم المنظمة                        | تاريخ انضمام البحرين | تاريخ انضمام بوليفيا |
| ----------- | ---------------------------------- | -------------------- | -------------------- |
|             | الاتحاد البريدي العالمي            | ?                    | ?                    |
|             | منظمة حظر الأسلحة الكيميائية       | ?                    | ?                    |
|             | منظمة التجارة العالمية             | ?                    | 12 سبتمبر 1995       |
|             | الأمم المتحدة                      | 21 سبتمبر 1971       | 14 نوفمبر 1945       |
|             | وكالة ضمان الاستثمار متعدد الأطراف | 12 أبريل 1988        | 3 أكتوبر 1991        |
|             | منظمة الشرطة الجنائية الدولية      | ?                    | ?                    |
|             | مؤسسة التمويل الدولية              | 22 سبتمبر 1995       | 20 يوليو 1956        |
|             | الاتحاد الدولي للاتصالات           | 1975                 | 1 يونيو 1907         |
|             | البنك الدولي للإنشاء والتعمير      | 15 سبتمبر 1972       | 27 ديسمبر 1945       |
|             | يونسكو                             | 18 يناير 1972        | 13 نوفمبر 1946       |

## وصلات خارجية
- موقع وزارة الخارجية البحرينية
- موقع وزارة الخارجية البوليفية